# Mac OS 9
Zkratka OS 9 označuje poslední verzi operačního systému Mac OS řady „Classic“ pro počítače Macintosh (Mac) firmy Apple. Byla vydána 23. října 1999, od roku 2001 jej nahradil nová řada operačního systému Mac OS X, jehož verze jsou nově označovány ve formátu 10.n, kde n je číslo verze. 
Mac OS 9 byl nově přepsán pro plnou kompatibilitu s procesory PowerPC, naopak již nepodporoval starší Macintoshe s procesory Motorola 68000. Mac OS X 10.0–10.4 (pro PowerPC) umožňuje používání starších programů tohoto systému komponentou „OS 9.2“.